# Charles-René de Bombelles
Conte Charles-René de Bombelles (Versailles, 6 novembre 1785 – Versailles, 30 maggio 1856) è stato un nobile, militare e politico francese, terzo marito della duchessa ed ex imperatrice Maria Luisa d'Asburgo-Lorena.

## Biografia
Durante la rivoluzione francese emigrò in Austria, dove diventò capitano di un reggimento dell'esercito austriaco. Sposò la baronessa Caroline von Kavanagh, una ricca vedova di origini irlandesi di quindici anni più anziana, che morì nel 1819, lasciandogli due figli. Ritornò in Francia dopo la caduta di Napoleone.
Nel 1829 fu creato primo gentiluomo di camera del Re. Dopo l'avvento al potere di Luigi Filippo lasciò ancora la Francia e tornò in Austria, dove divenne un protetto del figlio di Napoleone, il Duca di Reichstadt.
Dopo la morte del conte von Neipperg, il ministro degli esteri Metternich era alla ricerca di un suo sostituto da mettere al fianco della duchessa Maria Luisa. Inviato a Parma, fu nominato subito primo scudiero di Maria Luigia, e il 17 febbraio 1834, diventò il suo terzo marito a seguito di matrimonio morganatico. Divenne ministro della difesa e si occupò anche di questioni amministrative. Incoraggiò buone iniziative, ma essendo di idee politiche fortemente reazionarie ed esageratamente legato al clero e all'alta nobiltà, si attirò ben presto l'odio dei parmigiani.
Dopo la morte di Maria Luigia nel 1847, si dimise da tutte le sue cariche, abbandonò Parma e raggiunse Vienna, dove fu nominato maggiordomo privato dell'imperatore Ferdinando I, fratello di Maria Luigia, il quale gli conferirà nel 1848 un vitalizio annuo di 25.000 fiorini.